# Kataegi

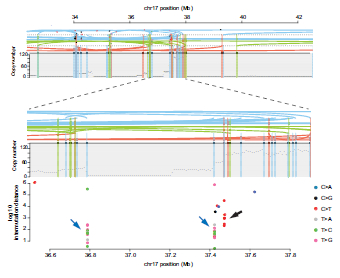
Zones d'hipermutació localitzada (kataegis) en el cromosoma 17.

Kataegis (del grec: καταιγίς, tempesta) és un terme utilitzat en biologia molecular per designar zones d'hipermutació regional identificades en el genoma d'alguns tipus de càncers. Va ser descrit en el 2012 pel grup de càncer de mama del Consorci Internacional pel Genoma del Càncer (ICGC), perquè les gràfiques de càncer de mama semblaven una pluja, sent aquest tipus de càncer on van ser descoberts.
En concret, se sap que es donen kataegis en 13 dels 21 tipus de càncer de mama que es coneixen fins a la data. S'ha observat que el 49% dels càncers de mama els presenten. Aquestes hipermutacions localitzades són característiques de diferents firmes mutacionals, es troben a les firmes de substitució de bases 2 i 13, i a les firmes de reordenament 4 i 6. No obstant, les firmes de reordenament 1, 3 i 5 generalment no mostren kataegis.
Els kataegis afecten a regions diferents en els diferents tipus de càncers on han sigut observats.Aquestes zones es caracteritzen per estar situades en clusters d'una mida típica d'1 Kb rics en el trinucleòtid TpCpN situat sobre la mateixa cadena de ADN en les que es dona una elevada taxa de mutacions puntuals tipus C>T i/o C>G, i es solen trobar en les proximitats de zones on es dona reordenament cromosòmic.
S'ha plantejat la hipòtesi que en el procés estan involucrats els enzims de la família de les APOBEC deaminases.
S'han trobat aquestes hipermutacions localitzades en càncer de pulmó, de pàncrees, fetge, meduloblastoma, limfoma de limfòcits B i leucèmia linfoblàstica aguda.